# Ectotrypa brevis
Ectotrypa brevis är en insektsart som beskrevs av Rehn, J.A.G. 1905. Ectotrypa brevis ingår i släktet Ectotrypa och familjen syrsor. Inga underarter finns listade i Catalogue of Life.